# Nune Ville
Nune Ville is een monumentaal pand in het centrum van Nuenen in de Nederlandse provincie Noord-Brabant. Het pand is gesitueerd aan de Berg 24, naast het ouderlijk huis van de kunstschilder Vincent van Gogh, die in Nuenen woonde en werkte van december 1883 tot en met november 1885.
Nune Ville wordt particulier bewoond, maar is op bepaalde dagen gedeeltelijk te bezichtigen. Er worden onder andere schilderijen van vrienden en leerlingen van Vincent van Gogh tentoongesteld.

## Geschiedenis
De hervormde dominee Willem Lodewijk Begemann, die tussen 1828 en 1874 in het dorp werkzaam was, was de eerste eigenaar van het pand. In de zomer van 1884 hadden Vincent van Gogh en Margot Begemann een verhouding. Echter werden hun trouwplannen afgekeurd door haar familie. Door een zelfmoordpoging (met Strychnine) van Margot nam de verhouding een dramatische wending.
Margot Begemann verhuisde in 1899 naar Den Haag. Ze werd begraven op de Haagse begraafplaats Nieuw Eykenduynen, waar haar graf anno 2020 nog altijd te vinden is. In haar geboorteplaats Nuenen werd een straat naar haar vernoemd. Hij en zijn vrouw stierven op jonge leeftijd maar hun vier ongehuwde dochters bleven in het huis wonen, waaronder Margot Begemann, de latere geliefde van Vincent van Gogh.
Het huis deed van 1926 tot 1954 dienst als Hervormde pastorie. In de Tweede Wereldoorlog bood de zolder van dominee Plug onderdak aan een Joodse onderduiker genaamd Jaap van Cleef, de vader van schrijver Alfred van Cleef. Na de oorlog werd het pand gekocht door de familie Van Gogh, die het liet restaureren.

### Lijst van bewoners Nune Ville
| 1875 – 1876 | ds WL Begemann                                                     |
| 1875 – 1904 | Margot Begemann                                                    |
| 1922 – 1928 | ds Gerrit Jan van der Burgt                                        |
| 1929 – 1946 | ds Engelbert Adriaan Johannes Plug                                 |
| 1948 – 1954 | ds Gerardus Franciscus Cornelis Bakker                             |
| 1954 – 2009 | eigendom van de Vincent van Gogh Stichting / Stichting Nune Ville. |
| 1957 – 1962 | Rudolf Karel Kloppers en Anna Cornelia Woortman                    |
| 1962 – 2009 | Rudi Kloppers en Suzanne Zandee                                    |
| 2009 – 2017 | eigendom van woningcorporatie Helpt Elkander                       |
| 2017 –      | familie Bekkers                                                    |